# Ktyrimisca griseicolor
Ktyrimisca griseicolor là một loài ruồi trong họ Asilidae. Ktyrimisca griseicolor được Lehr miêu tả năm 1964. Loài này phân bố ở vùng Cổ Bắc giới.